# Allium orunbaii
Allium orunbaii  (лат.) — вид однодольных растений рода Лук (Allium) семейства Амариллисовые (Amaryllidaceae). Растение впервые описано ботаниками Фуркатом Орунбаевичем Хасановым и Райнхардом М. Фричем в 2002 году.

## Распространение, описание
Эндемик Узбекистана. Описан из Чаткальского хребта.
Луковичный геофит. Луковица яйцевидная, 5—7 мм в диаметре, с черновато-бурой чешуёй. Стебель цилиндрический, 10—15 см длиной. Листьев по 2—3 на каждом растении. Соцветие шаровидное, с небольшим количеством цветков. Цветки колокольчатые, розовые с фиолетовым оттенком; лепестки 3—4 мм. Плод — коробочка.